# Internationaal monument voor het onbekende kind
Het Internationaal monument voor het onbekende kind is een monument dat zich bevindt op het Nationaal verstrooiterrein Delhuyzen in de gemeente Arnhem, net buiten het Nationaal Park Veluwezoom. Het is een verzameling manshoge stenen. Midden in de verzameling stenen ligt een kleurig glazen kunstwerk van kunstenaar Cobi van de Kuit, dat een roos voorstelt. De status van het monument (2020) is dat het vooralsnog niet 'af' is, het is 'groeiend'. Regelmatig worden er grote stenen bijgeplaatst.

## Het internationale aspect
Zoals de naam al zegt is het een internationaal monument. De stenen zijn afkomstig van deelnemende landen uit de hele wereld. De herkomst staat op de stenen en op de informatiebordjes bij het monument. Het is de bedoeling dat in de deelnemende landen eveneens een Monument voor het Onbekende Kind opgericht wordt. Aan deze landen wordt een exemplaar van hetzelfde kunstwerk, de Roos, aangeboden om opgenomen te worden in het monument.

## Achtergrond van het monument
In Nederland is er in het verleden een Nationaal monument voor het onbekende kind geweest. Dit monument werd op 3 juli 1999 in Barger-Compascuum onthuld. Het heeft bestaan tot 2009.
In 2002 werd het plan ontwikkeld om een internationaal monument voor het onbekende kind op te richten door Roses for Children - Stichting Roos. Deze stichting wordt als ANBI, een algemeen nut beogende instelling, aangemerkt. Het is een initiatief van Herman van Veen.
De gedachte dat er wel monumenten voor de onbekende soldaat bestaan maar nog geen monument voor het onbekende kind, was voor Herman van Veen een van de redenen om dit monument op te richten.
Het monument vraagt wereldwijd aandacht voor het 'onbekende kind'. Dit onbekende kind is een kind dat in grote problemen heeft moeten opgroeien en te vroeg is overleden. De aandacht voor te vroeg overleden kinderen is ook de reden dat het een plaats gevonden heeft op het Nationaal verstrooiterrein Delhuyzen.
De officiële oprichting van het Internationaal monument voor het onbekende kind was op 26 september 2004. Op deze dag werd het monument, dat op dat moment uit 9 stenen bestond, onthuld door prinses Irene.

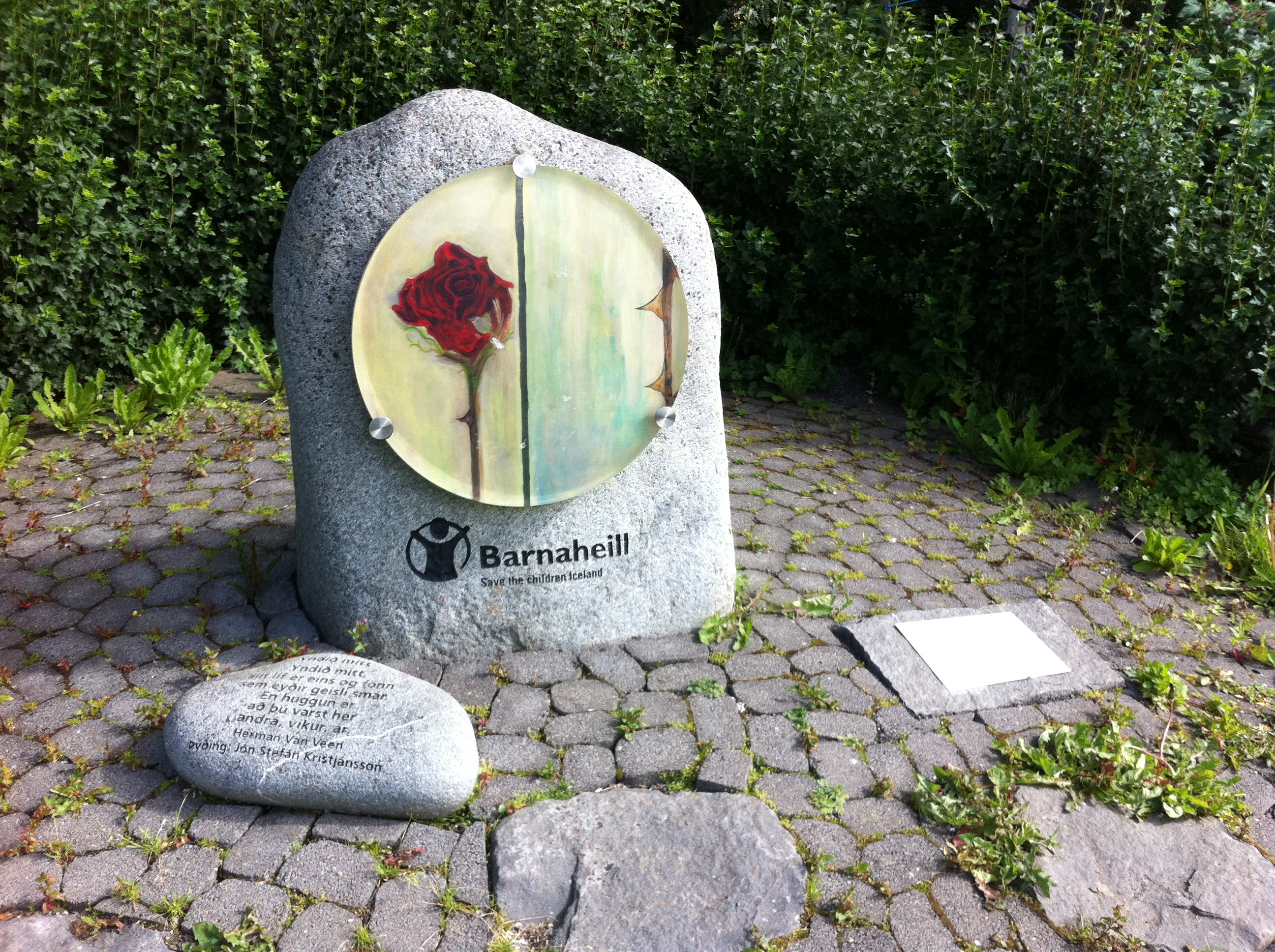
Monument voor het onbekende kind, Reykjavik, IJsland

## Huidige status
In 2020 was het monument gegroeid tot 17 manshoge stenen. Uiteindelijk moet het bestaan uit 35 stenen uit 35 verschillende landen en gebieden in de wereld. Het plan is dat er ook daarna nog stenen uit andere gebieden in de wereld worden geplaatst in delen van het monument buiten de levenscirkel, zoals in de stenen zetels, die in 2009 geplaatst zijn. De rangschikking van de grote stenen (wanneer het monument 'af' is) moet een medicijnwiel voorstellen. De steen uit Zweden werd in 2002 als eerste geplaatst. Verder zijn er stenen uit Polen, Aruba, Frankrijk, Peru, IJsland, Tibet, Egypte, Engeland, Duitsland, Bosnië, Israël, Indonesië, Rwanda, Zuid-Afrika, Roemenië en Ierland. De steen uit Ierland werd geplaatst in augustus 2014.
In 2020 waren er inmiddels in elf landen Monumenten voor het onbekende kind, in Nybro (Zweden), Gdańsk (Polen), Münster (Duitsland), Tuzla (Bosnië), Tel Aviv (Israël), Pretoria (Zuid-Afrika), Oranjestad (Aruba), Reykjavik (IJsland), Sovata (Roemenië), Vesoul (Frankrijk) en Lodtunduh/Ubud (Bali, Indonesië). De steen in Indonesië werd geplaatst in augustus 2018.